# Кирполово
Кирполово  (фин. Kirppula) — упразднённая деревня на территории Форносовского городского поселения Тосненского района Ленинградской области.

## История
Деревня Кирполово упоминается на карте Санкт-Петербургской губернии Ф. Ф. Шуберта 1834 года. 

КИРПИЛОВО — деревня принадлежит Буксгевдена, графа, наследникам, число жителей по ревизии: 7 м. п., 7 ж. п. (1838 год)

В пояснительном тексте к этнографической карте Санкт-Петербургской губернии П. И. Кёппена 1849 года она записана как деревня Kirpula (Кирпилово), а также указано количество её жителей на 1848 год: эвремейсов — 5 м. п., 12 ж. п. Деревня входила в лютеранский приход Лииссиля.

КИРПОЛОВО — деревня господина Вонлярлярского, по просёлочной дороге, число дворов — 4, число душ — 11 м. п. (1856 год)

По данным карты Санкт-Петербургской губернии Ф. Ф. Шуберта 1860 года деревня насчитывала 4 двора

КИРПОЛОВО — деревня владельческая при колодцах, число дворов — 4, число жителей: 11 м. п., 13 ж. п.. (1862 год)

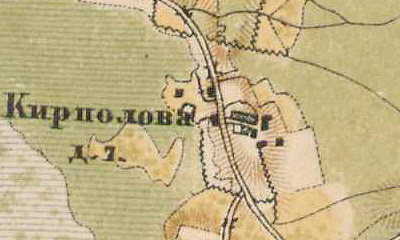
План деревни Кирполово. 1885 год

Согласно военно-топографической карте издания 1885 года деревня называлась Кирполова и насчитывала 7 крестьянских дворов.
В конце XIX века деревня административно относилась к Лисинской волости 1-го стана Царскосельского уезда Санкт-Петербургской губернии, в начале XX века — ко 2-му земскому участку 4-го стана. По приходским данным население деревни было исключительно финским.
Согласно «Карте района манёвров» издания 1913 года деревня насчитывала 8 дворов.
С 1917 по 1923 год деревня входила в состав Кайболовского сельсовета Лисинской волости  Детскосельского уезда.
С 1923 года в составе Троцкого уезда.
С 1924 года в составе Погинского сельсовета.
Согласно данным переписи населения СССР 1926 года в деревне Кирполово Погинского сельсовета Лисинской волости Троцкого уезда проживали 34 человека, большинство финны, а также русские.
С 1927 года в составе Детскосельского района. В 1927 году население деревни составляло 148 человек.
С 1930 года в составе Тосненского района.
По данным 1933 года деревня также входила в состав Погинского сельсовета.
С 1936 года в составе Слуцкого района.

План деревни Кирполово. 1941 год

Согласно топографической карте РККА 1941 года деревня насчитывала 9 дворов.
В августе — сентябре 1941 года в районе деревни вела бои 168-я стрелковая дивизия. С 1 сентября 1941 года по 31 декабря 1943 года деревня находилась в оккупации. 
Исключена из областных административных данных по причине: «После войны не восстановлена», на основании 
постановления Секретариата Президиума Верховного Совета РСФСР от 30 октября 1950 года.

## География
Деревня располагалась в северно-западной части района. 
Деревня находилась на северо-восточном берегу Вотчинского (Мявринского) болота.